# William Kemmler

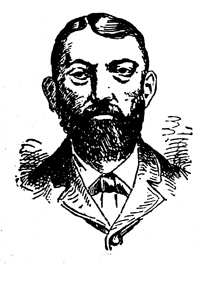
William Kemmler

William Kemmler (* 9. Mai 1860 in Buffalo; † 6. August 1890 in Auburn) war der erste Mensch, der mit dem elektrischen Stuhl hingerichtet wurde.
Der Alkoholiker Kemmler hatte gestanden, seine Freundin Matilda Ziegler am 29. März 1889 mit einer Axt ermordet zu haben. Er wurde daraufhin von einer Jury für schuldig befunden und zum Tode verurteilt.

## Hintergründe
Kurz vor Kemmlers Verurteilung war am 1. Januar 1889 ein Gesetz in Kraft getreten, das die Hinrichtung durch Elektrizität vorsah. Im Gegensatz zum übliche Hängen, erhoffte man sich von der neuen Methode, dass sie „schnell, effektiv, schmerzfrei und human“ sei.
Die Idee der Tötung durch Strom ging auf Thomas Alva Edison und seine Mitarbeiter zurück. Diese standen mit der von ihnen angebotenen Versorgung mit Gleichstrom in scharfer Konkurrenz zum von Nikola Tesla entwickelten und von George Westinghouse kommerziell vertriebenen Wechselstrom. Daher hatten Edison und seine Mitarbeiter jahrelang in öffentlichen Experimenten zahlreiche Tiere durch Wechselstrom getötet, um zu demonstrieren, dass dieser gefährlicher sei (vgl. Stromkrieg).
Kemmlers Strafverteidiger versuchte vergeblich, die Exekution zu verhindern, indem er argumentierte, dass der Tod durch Strom grausam sei. Dabei wurde er auch von Westinghouse unterstützt, Edison jedoch sprach sich für die Hinrichtung aus, um damit nochmals die Gefährlichkeit von Wechselstrom zu unterstreichen.

## Probleme bei der Hinrichtung
Kemmler wurde am 6. August 1890 um 6:00 Uhr im Gefängnis von Auburn (Auburn Correctional Facility) hingerichtet. Zuerst versuchte man, die Exekution mit einer elektrischen Spannung von 1000 Volt durchzuführen, doch als man den Strom nach 17 Sekunden ausschaltete, lebte Kemmler noch. Deswegen erhöhte man die Spannung auf 2000 Volt. Während der Prozedur konnte man Schmerzenslaute des schwer verbrannten Kemmler hören.
Dieser zweite Versuch führte schließlich zum Tod Kemmlers, der etwa acht Minuten nach Beginn der Hinrichtung offiziell bestätigt wurde.

## Reaktionen
Augenzeugen berichteten, dass es nach verbranntem Fleisch gerochen habe und Rauch von Kemmlers Kopf aufgestiegen sei.
Westinghouse kommentierte später:
“They could have done better with an axe”
(„Sie hätten es mit einer Axt besser hinbekommen“).
Ein anderer Anwesender gab später zu Protokoll, wie dilettantisch man vorgegangen sei. Erst war die Spannung zu gering, um den Angeklagten zu töten. Als die Anwesenden seinen Tod bestätigen wollten, stellten sie fest, dass er noch am Leben war. Einige der Anwesenden fielen in Ohnmacht oder mussten sich im Flur übergeben, noch bevor Kemmler durch den zweiten Versuch mit höherer Spannung getötet wurde.

„Originalaussage: They didn't give enough electricity to kill him, and they thought he was dead, and the twenty or so people assembled to see him die went up and they realized that he was still alive. People were fainting. It was so hideous. Some people had to go out into the corridor to just, you know, to be ill. And they gave him a second, much more prolonged jolt of electricity; whereupon he was finished off.“

Die New York Times schrieb, Kemmler sei „langsam zu Tode geröstet worden“ (slowly roasted to death).
Zwischen 1973 und 2024 wurden in den Vereinigten Staaten insgesamt 158 Hinrichtungen mit dem elektrischen Stuhl durchgeführt. Bei insgesamt zehn dieser Hinrichtungen wurden Pannen oder Unregelmäßigkeiten bekannt, wie unter anderem bei Willie Francis, der den ersten Versuch seiner Hinrichtung überlebte.

## Erwähnungen in der Populärkultur
Die Hinrichtung von William Kemmler wird in folgenden Filmen thematisiert und teils auch gezeigt:
- 2017: Edison – Ein Leben voller Licht, Regie: Alfonso Gomez-Rejon, mit Conor MacNeill als Kemmler
- 2020: Tesla, Regie: Michael Almereyda, mit Blake DeLong als Kemmler